# Lupinus persistens
Lupinus persistens är en ärtväxtart som beskrevs av Joseph Nelson Rose. Lupinus persistens ingår i släktet lupiner, och familjen ärtväxter. Inga underarter finns listade i Catalogue of Life.